# Lac-Simon (Papineau)
Pour les articles homonymes, voir Lac-Simon.
Lac-Simon est une municipalité du Québec située dans la MRC de Papineau en Outaouais.

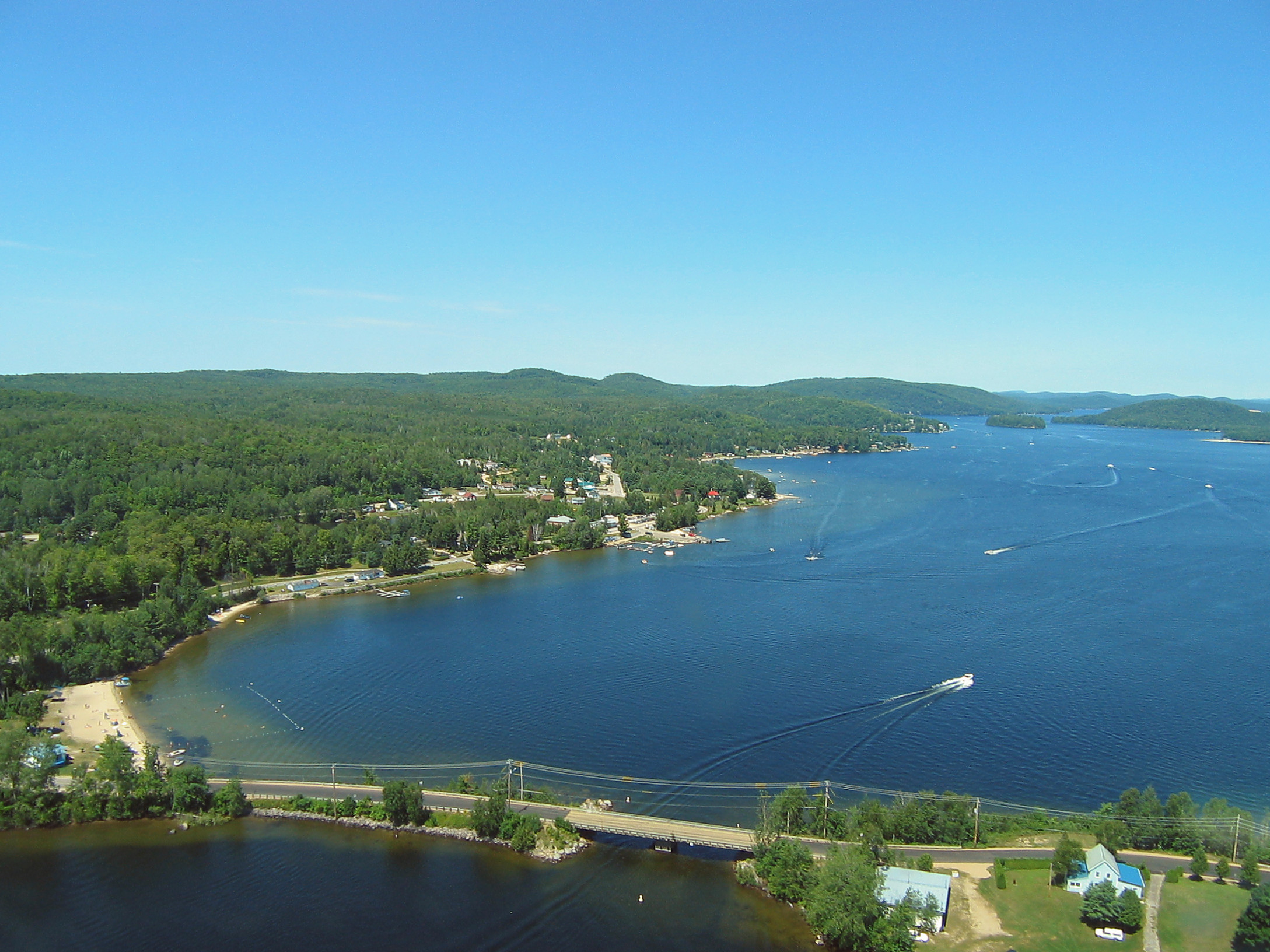
Le pont entre le Lac Simon et le Lac Barrière (vue aérienne)

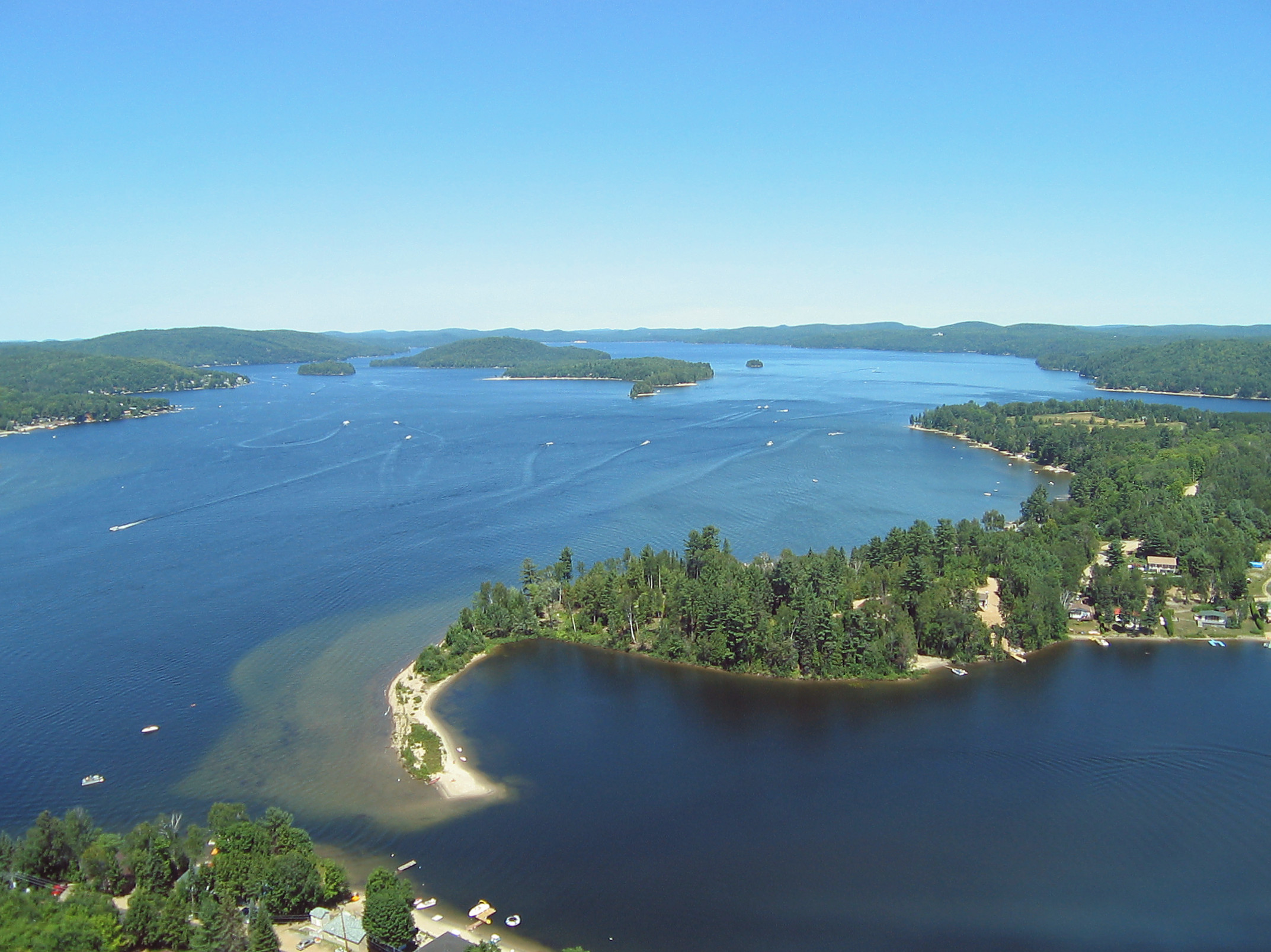
Le Lac Simon avec vue sur l'île du Canard Blanc (vue aérienne)

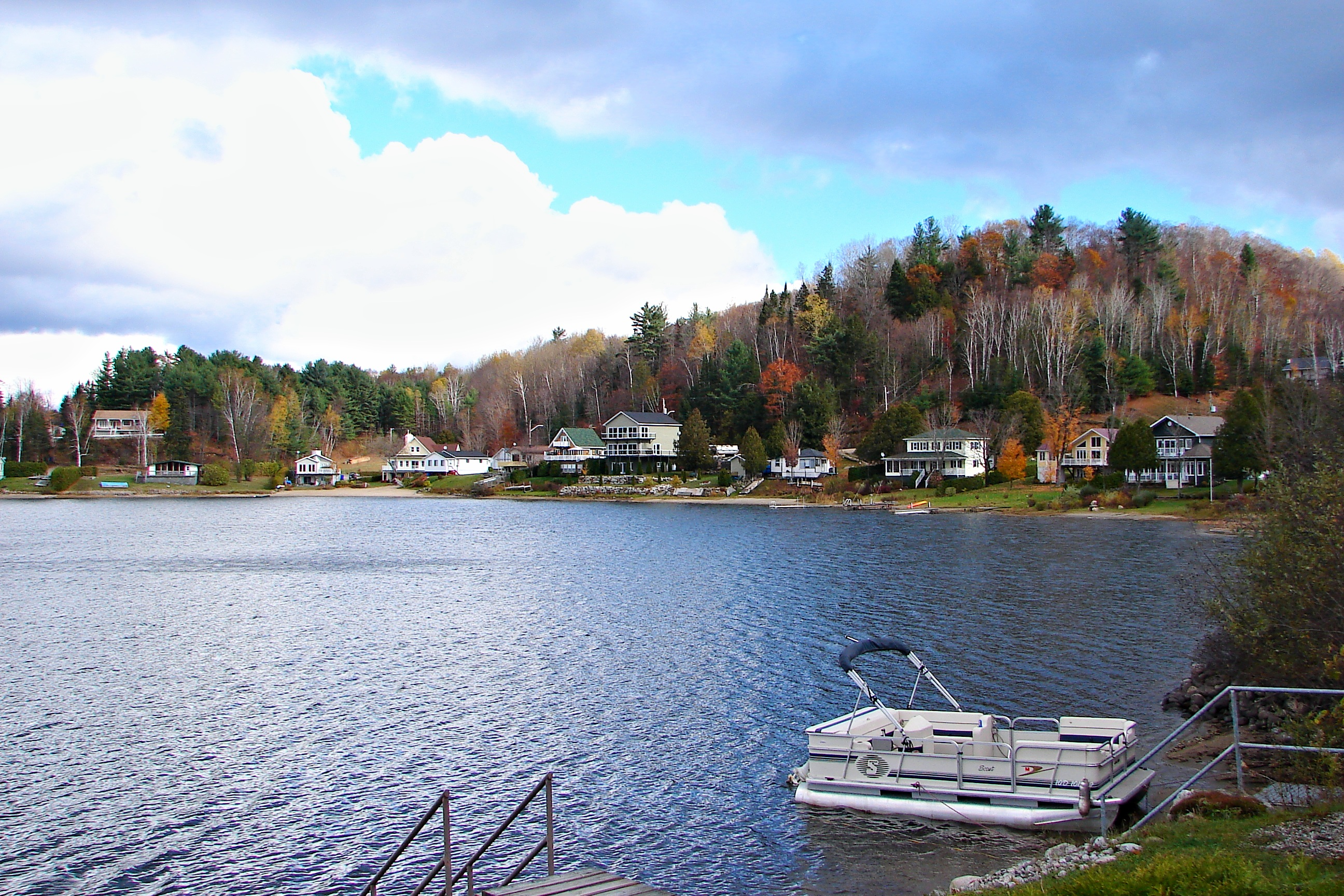
Lac-Simon

## Toponymie
La municipalité tire son nom du Lac Simon sur la rive duquel elle est située.
Le lac simon est nommé en l'honneur de Simon Kanawato, baptisé enfant inconnu à 11 ans, le 23 juillet 1808 à Oka, du nom de Simon. Charles Ganawato ou Kanawato, un Iroquois d'Oka qui l'avait amené de Grand Portage, l'adopta. De la nation des Cris, il avait été iroquoisé sous le nom de Simon Taniharons. À la mission, on refusa de le marier à la femme qu'il avait choisie et avec qui il avait déjà plusieurs enfants. Simon Kanawato et sa famille furent chassés du village iroquois. Ils habitèrent sur l'île Canard Blanc vers 1820.

## Histoire
Simon Kanawato et « l'Outaouaise » Marie Anne Otajawadjiwanokwe vivaient ensemble depuis 20 ans lorsque Monseigneur Ignace Bourget les dispensa du second degré d'affinité. Ils s'épousèrent le 23 juillet 1838 à Oka. Ce jour-là, il y eut deux autres mariages. Leur fils Benjamin dit Matchikiwis, matchikiwis veut dire fils aîné, épousa Marie-Louise Kiwandawekwe, la fille de Catherine Wasseiabanokwe et de Jacques Kije-Mite dit Commandant de la nation des Nipissingues. Ces derniers marièrent aussi leur fils Simon Wabiginis à Charlotte Pajitakwatamokwe, la fille d'André Pekasiketch ou Pecacasiquèche et d'Élizabeth Pinessiwabanokwe. Ceux-là étaient les grands-parents d'Amable Canard Blanc. Ainsi s'est nouée la relation entre les Simon, Commandant, Canard Blanc, qui chassaient sur leurs terres dites des Algonquins de la Petite-Nation.
Simon Kanawato dit Blanc se dira Simon Leblanc. Benjamin, le fils à Simon, deviendra par assimilation Benjamin Simon. […]
Simon Kanawato décéda le 11 juillet et fut inhumé le 14 juillet 1874 dans le premier cimetière de Hartwell, près de l'ancienne chapelle qui domine le lac Simon. […]
Le lac Simon servait au flottage et à la drave. Les billots étaient destinés aux scieries de Hull. Un petit vapeur les engageait dans la Petite-Nation à la chute du lac Barrière. La forêt reculait, la vie nomade s'éteignait. Vingt-cinq Algonquins résidaient dans Hartwell en 1885.
« La forêt cessa d'être à eux seuls. […] Des maisons de troncs de cèdres lavés de chaux surgirent. D'autres canots que les leurs sillonnèrent leur grand lac. Ils se virent […] en vingt ans, environnés par leurs frères les Visages Pâles. » (Albert Ferland )
Jean-Guy Paquin, extraits du livre Le pays de Canard Blanc, Écrits des Hautes-Terres, Montpellier, 271 pages, 2004. © Écrits des Hautes-Terres et Jean-Guy Paquin.
Amable Canard Blanc
Wabishib ou Amable Canard Blanc naquit le 28 décembre 1834 « dans les terres de chasse des Anishnabe » et fut baptisé Amable Pekakasiketch, à Oka, le 8 juin 1835. Ses parents étaient nipissingues. Sa mère était la fille de Mathias Chabakawatch et d'Élisabeth Okitchitchiwanokwe. Son père était le fils d'André Pekasiketch et d'Élisabeth Wasekijikokwe. Mariés en 1818, Joseph Pekakasiketch et Cécile Panosinokwe vivaient au village d'Oka et eurent dix enfants ensemble. Au printemps, ils revenaient de leur terre de chasse à Oka, à la mission dite mission des Sauvages, où les familles renouaient entre elles. Pierre-Mathias, le frère d'Amable, fut recensé à Arnprior en 1871 sous le nom de Peter Whiteduck. Aux registres d'Oka, il apparaît sous Mathias Pekakasiketch dit Canard Blanc et Pierre-Mathias Wabichip Canard Blanc à son décès, le 26 septembre 1897.
Amable Canard Blanc s'est marié, à Oka, sous le nom d'Amable Kanaabanoketch à Louise Minawasikekwe, le 14 juillet 1857. Louise était la fille de Simon Kanawato et de Marie-Anne Otajawadjiwanokwe. Selon la tradition, le couple demeura dans la famille de l'épouse. Il s'installa dans l'île à Simon Kanawato en 1861.
Louise Simon mourut le 25 mars 1927. Elle avait vécu sa vie sur l'île mais personne ne peut dire si ce fut jusqu'au moment de son dernier souffle. Amable Canard Blanc, vers la fin de sa vie, demeurait au village de Chénéville chez sa fille Asilda et son gendre François d'Assise Pilon.
Leurs enfants se dispersèrent au Québec, certains en Ontario. Son fils Léopold s'nstalle a Montréal et épouse Marie Blanche - Joseph fut enterré sur la réserve de Whitefish Lake à Naughton, près de Sudbury. Olivine mourut à Sainte-Sophie dans le comté de Terrebonne et Marie-Louise décéda à Montréal. Elles furent toutes deux inhumées à Chénéville. Asilda, Catherine, Angèle, cette dernière cousait, résidaient au village de Chénéville. Jean-Baptiste demeurait à la Pointe-à-Baptiste au lac Gagnon, à Duhamel, ainsi que son frère Hyacinthe. Ce dernier fabriquait des canots d'écorce miniatures qu'il écoulait, à son kiosque de Chénéville, au temps des courses sous harnais. Très populaires dans les années 1950, les chevaux couraient dans le secteur du parc Urbain-Chéné.
Il sera le dernier de l'île. Hyacinthe était en résidence à Ripon quand il a rendu l'âme à 96 ans, en 1972. Son père Amable avait quitté ce monde le 19 septembre 1931, à 97 ans.
Jean-Guy Paquin, extraits du livre Le pays de Canard Blanc, Écrits des Hautes-Terres, Montpellier, 271 pages, 2004. © Écrits des Hautes-Terres et Jean-Guy Paquin.
Les premiers colons se fixèrent sur le bord du lac Simon vers 1852. Ils s'y installèrent pour l'agriculture et l'industrie du bois, dont la drave.

### Chronologie
- Entre 1867 et 1870 : constitution de la municipalité des cantons unis d'Hartwell-et-Suffolk à partir du démembrement de la municipalité des cantons unis de Ripon-et-Hartwell.
- 1881 : Hartwell-et-Suffolk est démembré pour former la municipalité de canton d'Hartwell et la municipalité de canton de Suffolk.
- 1893 : annexion d'un territoire non-organisé et changement du nom pour la municipalité des cantons unis d'Hartwell-et-Preston.
- 1903 : Hartwell-et-Preston perd une partie de son territoire en lors de la création de la municipalité de village de Chénéville
- 1920 : Hartwell-et-Preston perd une partie de son territoire en lors de la création de la municipalité de Montpellier.
- 1936 : Hartwell-et-Preston est démembré pour former la municipalité de canton d'Hartwell et la municipalité de Duhamel.
- 1956 : Hartwell change son nom pour municipalité de paroisse de Chénéville
- 1965 : la paroisse de Chénéville change son nom pour municipalité de Lac-Simon
- 2007 : la Municipalité de Lac-Simon et de Chénéville veulent se fusionner pour former une nouvelle Ville de 1705 habitants. Mais le projet fut refusé par la population de ces deux villes[2]

## Démographie
| 1991 | 1996 | 2001 | 2006 | 2011 | 2016 | 2021  |
| ---- | ---- | ---- | ---- | ---- | ---- | ----- |
| 583  | 667  | 683  | 869  | 984  | 944  | 1 057 |

## Administration
Les élections municipales se font en bloc pour le maire et les six conseillers.
| Lac-Simon Maires depuis 2001                                                                                         |                     |         |          |
| Élection | Maire               | Qualité | Résultat |
| 2001 | Roland Martel       |         | Voir     |
| 2005 | Serge Thivierge     |         | Voir     |
| 2009 | Denis Papin         |         | Voir     |
| 2013 | Jacques Maillé      |         | Voir     |
| 2017 | Jean-Paul Descoeurs |         | Voir     |
| 2021 | Jean-Paul Descoeurs | Voir    |          |
| Élection partielle en italique Depuis 2005, les élections sont simultanées dans toutes les municipalités québécoises |                     |         |          |

À l'origine dans le comté de Papineau, Lac-Simon est incluse dans la municipalité régionale de comté de Papineau en 1983.